# Sữa gầy

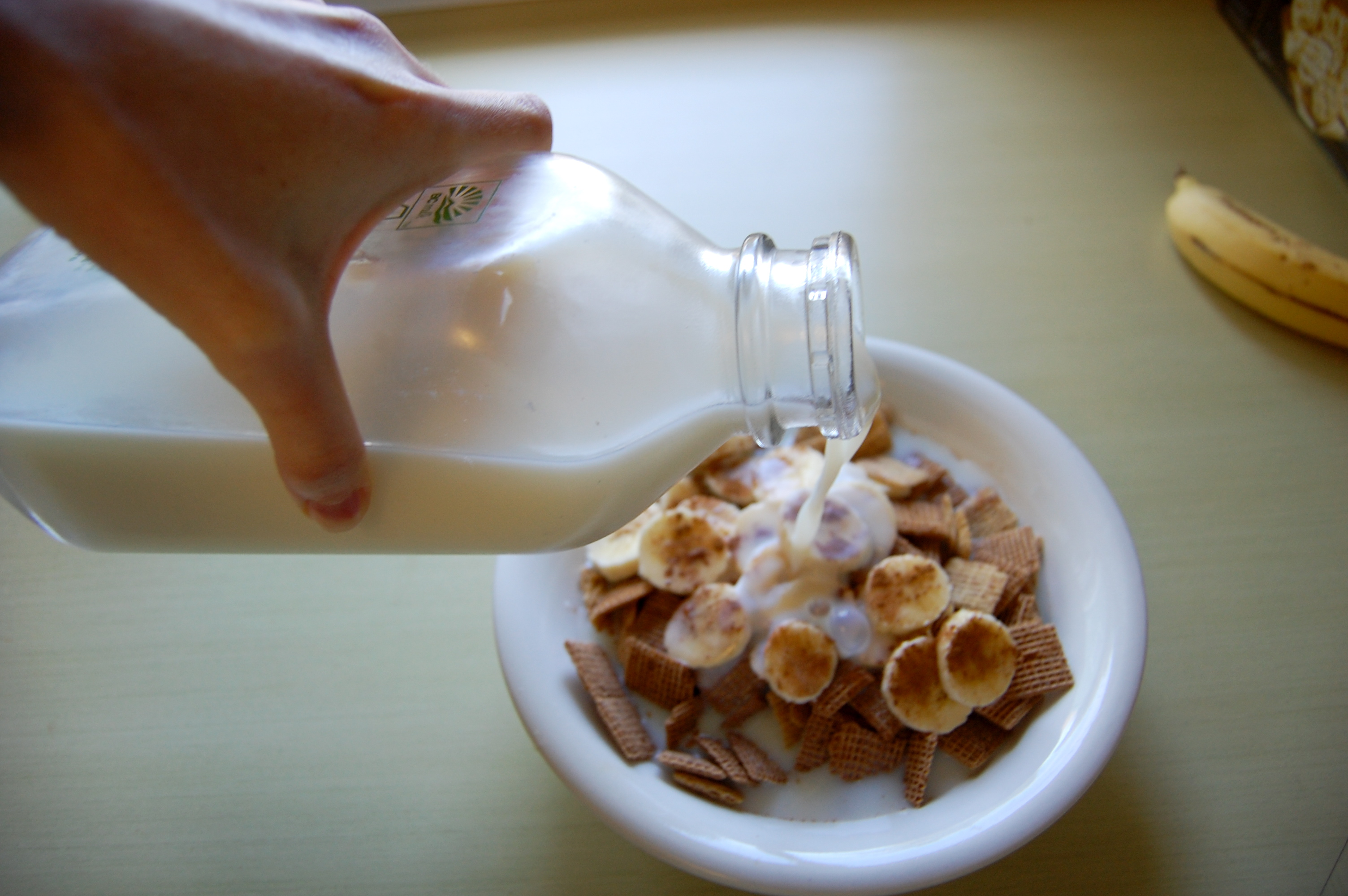
Sữa gầy rót dùng chung với ngũ cốc khô

Sữa gầy hay còn gọi là sữa tách kem (tiếng Anh: Skimmed milk) hay sữa ít béo hoặc sữa không béo (tiếng Anh Mỹ: Skim milk) là các sản phẩm sữa tươi được chiết tách thành phần kem sữa ra khỏi thành phẩm, nó chỉ chứa khoảng 0,1% chất béo, tức có hàm lượng chất béo không quá 1% hoặc sữa đã tách béo hoàn toàn, khi chất béo bị tách khỏi sữa, sữa sẽ không sáng. Sữa có màu trắng sáng chính là do chất béo trong sữa phản xạ tự nhiên với ánh sáng.

## Đặc điểm

### Ưu điểm
Sữa gầy có hàm lượng béo thấp nhất nên nhiều người tiêu dùng cho rằng đây là loại sữa chỉ để giúp giảm cân hay ăn kiêng cho người béo phì. Sữa gầy thường được dùng làm nguyên liệu cho các sản phẩm sữa, sữa bột dành cho trẻ nhỏ vì đã được tách chất béo sữa - loại thức ăn khó tiêu đối với trẻ nhỏ. Để đảm bảo đầy đủ dưỡng chất cho sự phát triển của trẻ, nhà sản xuất thường bổ sung chất béo thực vật, vừa giúp trẻ dễ tiêu hoá vừa đảm bảo hàm lượng chất béo trong sản phẩm. Các sản phẩm khác có sử dụng sữa gầy cũng còn có các thành phần khác đi kèm như dầu thực vật, vitamin, khoáng chất, bột ngũ cốc.

### Hạn chế
Khi chất béo được tách từ sữa, lượng vitamin A sẽ giảm mạnh vì vitamin A là chất béo hòa tan, khi cơ thể không được cung cấp vitamin A đầy đủ, nó sẽ lấy vitamin A từ gan, và điều này làm giảm dự trữ vitamin A. Uống nhiều sữa ít béo hoặc sữa tách kem làm suy yếu sự rụng trứng của phụ nữ. Sữa tách kem hoặc sữa ít chất béo không cung cấp đầy đủ các chất béo cần thiết, calci và vitamin mà phụ nữ cần.
Sữa tách kem có thể có tất cả các thành phần tốt cho sức khỏe nhưng sữa bột tách kem chứa nitrat làm tắc nghẽn, ngăn chặn lưu thông máu và là nguyên nhân gây ra tình trạng viêm trong các động mạch. Sữa gầy không chứa vitamin K. Ngoài ra, khi chất béo bão hòa được tách ra khỏi sữa bằng cách rút bớt, làm nóng ở nhiệt độ cao và điều chỉnh áp suất, sữa không còn giàu dinh dưỡng nữa, các khía cạnh bổ dưỡng nhất của sữa là không chứa chất béo bão hòa, tuy nhiên, nếu bị tách chất béo, cholesterol có thể bám vào các động mạch, làm tăng nguy cơ đột quỵ và đau tim.